# NGC 2170
NGC 2170 je odrazna  (i/ili emisijska maglica)  u zviježđu Jednorogu. 

## Vanjske poveznice
- SEDS: NGC 2170